# 小出正子
小出 正子（こいで まさこ、本名・高橋正子。1974年1月3日 - ）は、元陸上競技・マラソン選手。千葉県出身。2001年のロッテルダムマラソンで2位に入るなど、国際舞台で活躍した。中央大学卒業。父は小出義雄、夫は高橋健一。

## 略歴
市立船橋高校、中央大学を経て積水化学入社。市立船橋同期に杉村奈美（のちリクルート。1500m元日本記録保持者、元ジュニア日本記録保持者、及び現U20日本記録歴代3位）、中大陸上部同期に谷川聡、徳田由美子（800m元日本記録保持者）、全日本大学女子駅伝で共に優勝メンバーの鈴木真紀らがいた。
積水化学入社後に頭角をあらわし、1997年の北海道マラソンで2時間36分51秒をマークし4位に入る。
1998年の全日本実業団女子駅伝では松本こづえ・那須川瑞穂・宮崎安澄・大西昭代・高橋尚子・小出とつなぎ、2時間16分19秒で3位入賞。小出は6区6.595Km（アンカー）に出走し、21分24秒の区間4位の好走をみせ3位入賞に大きく貢献した。
2001年のロッテルダムマラソンでは2時間28分28秒の自己ベスト記録をマーク、ケニアのスーザン・チェプケメイについで2位に入る大健闘をみせた。また、国際千葉駅伝にも出場。千葉真子・那須川瑞穂・吉田香織・平山千絵・鈴木唯・小出とつないで外国勢相手によく健闘し、2時間21分22秒で5位入賞を果たした。
2002年の長野マラソンでは2時間32分21秒の記録で4位に入る。その後、高橋健一との結婚を機に第一線を退いた。現在は、佐倉アスリート倶楽部スタッフとして後進の指導にあたっている。